# Tử Đồng
Tử Đồng (chữ Hán giản thể: 梓潼县, Hán Việt: Tử Đồng huyện) là một huyện thuộc địa cấp thị Miên Dương, tỉnh Tứ Xuyên, Cộng hòa Nhân dân Trung Hoa. Huyện này có diện tích 1438 km2, dân số năm 2002 là 380.000 người.
Bình Vũ được chia thành 11 trấn, 21 hương.
- Trấn: Văn Xương, Hứa Châu, Trường Khanh, Lê Nhã, Bạch Vân, Ngoạ Long, Quan Nghĩa, Mã Não, Thạch Ngưu, Tự Cường, Nhân Hoà.
- Hương: Diễn Vũ, Tiên Phong, Song Bản, Văn Hưng, Thạch Đài, Mã Minh, Kiến Hưng, Song Phong, Tiên Nga, Nhị Đồng, Hoạn Long, Bảo Thạch, Định Viễn, Đại Tân, Đông Thạch, Tam Tuyền, Hoằng Nhân, Mã Nghinh, Giao Thái, Kim Long Trường.